# Charleston Open
Charleston Open (також відомий за назвою спонсора як Volvo Car Open) — щорічний професіональний жіночий тенісний турнір туру WTA, який проводиться з 1973 року. Це найстаріший професійний жіночий тенісний турнір з призовим фондом $750 000. Нині проводиться на зелених ґрунтових кортах тенісного центру Daniel Island Tennis Center, в Чарльстоні, США. Від початку в 1973 році до 2000 року турнір проводився в Daniel Island Tennis Center, окрім 1975 та 1976 коли змагання проводилися в Amelia Island, біля узбережжя Флориди. У 2001 році турнір перемістився в Чарльстон. Від свого заснування до 2015 року турнір мав назву Family Circle Cup.
Від 1990 до 2008 року за класифікацією WTA турнір мав 1-шу категорію. 2009 року підвищився до статусу WTA Premier.

## Фінали

### Одиночний розряд
| Рік                         | Чемпіонка                                        | Фіналістка                                       | Рахунок                                          |
| --------------------------- | ------------------------------------------------ | ------------------------------------------------ | ------------------------------------------------ |
| 1973                        | Розмарі Касалс                                   | Ненсі Річі                                       | 3–6, 6–1, 7–5                                    |
| 1974                        | Кріс Еверт                                       | Керрі Мелвілл Рейд                               | 6–1, 6–3                                         |
| 1975                        | Кріс Еверт                                       | Мартіна Навратілова                              | 7–5, 6–4                                         |
| 1976                        | Кріс Еверт                                       | Керрі Мелвілл Рейд                               | 6–2, 6–2                                         |
| 1977                        | Кріс Еверт                                       | Біллі Джин Кінг                                  | 6–0, 6–1                                         |
| 1978                        | Кріс Еверт                                       | Керрі Мелвілл Рейд                               | 6–2, 6–0                                         |
| 1979                        | Трейсі Остін                                     | Керрі Мелвілл Рейд                               | 7–6(3), 7–6(7)                                   |
| 1980                        | Трейсі Остін                                     | Регіна Маршикова                                 | 3–6, 6–1, 6–0                                    |
| 1981                        | Кріс Еверт                                       | Пем Шрайвер                                      | 6–3, 6–2                                         |
| 1982                        | Мартіна Навратілова                              | Андрея Єгер                                      | 6–4, 6–2                                         |
| 1983                        | Мартіна Навратілова                              | Трейсі Остін                                     | 5–7, 6–1, 6–0                                    |
| 1984                        | Кріс Еверт                                       | Клаудія Коде-Кільш                               | 6–2, 6–3                                         |
| 1985                        | Кріс Еверт                                       | Габріела Сабатіні                                | 6–4, 6–0                                         |
| 1986                        | Штеффі Граф                                      | Кріс Еверт                                       | 6–4, 7–5                                         |
| 1987                        | Штеффі Граф                                      | Мануела Малеєва-Франьєр                          | 6–2, 4–6, 6–3                                    |
| ↓ Турнір WTA II категорії ↓ |                                                  |                                                  |                                                  |
| 1988                        | Мартіна Навратілова                              | Габріела Сабатіні                                | 6–1, 4–6, 6–4                                    |
| 1989                        | Штеффі Граф                                      | Наташа Звєрєва                                   | 6–1, 6–1                                         |
| ↓ Турнір WTA I категорії ↓  |                                                  |                                                  |                                                  |
| 1990                        | Мартіна Навратілова                              | Дженніфер Капріаті                               | 6–2, 6–4                                         |
| 1991                        | Габріела Сабатіні                                | Лейла Месхі                                      | 6–1, 6–1                                         |
| 1992                        | Габріела Сабатіні                                | Кончіта Мартінес                                 | 6–1, 6–4                                         |
| 1993                        | Штеффі Граф                                      | Аранча Санчес Вікаріо                            | 7–6(8), 6–1                                      |
| 1994                        | Кончіта Мартінес                                 | Наташа Звєрєва                                   | 6–4, 6–0                                         |
| 1995                        | Кончіта Мартінес                                 | Магдалена Малеєва                                | 6–1, 6–1                                         |
| 1996                        | Аранча Санчес Вікаріо                            | Барбара Паулюс                                   | 6–2, 2–6, 6–2                                    |
| 1997                        | Мартіна Хінгіс                                   | Моніка Селеш                                     | 3–6, 6–3, 7–6(5)                                 |
| 1998                        | Аманда Кетцер                                    | Іріна Спирля                                     | 6–3, 6–4                                         |
| 1999                        | Мартіна Хінгіс                                   | Анна Курникова                                   | 6–4, 6–3                                         |
| 2000                        | Марі П'єрс                                       | Аранча Санчес Вікаріо                            | 6–1, 6–0                                         |
| 2001                        | Дженніфер Капріаті                               | Мартіна Хінгіс                                   | 6–0, 4–6, 6–4                                    |
| 2002                        | Іва Майолі                                       | Патті Шнідер                                     | 7–6(5), 6–4                                      |
| 2003                        | Жустін Енен                                      | Серена Вільямс                                   | 6–3, 6–4                                         |
| 2004                        | Вінус Вільямс                                    | Кончіта Мартінес                                 | 2–6, 6–2, 6–1                                    |
| 2005                        | Жустін Енен                                      | Олена Дементьєва                                 | 7–5, 6–4                                         |
| 2006                        | Надія Петрова                                    | Патті Шнідер                                     | 6–3, 4–6, 6–1                                    |
| 2007                        | Єлена Янкович                                    | Дінара Сафіна                                    | 6–2, 6–2                                         |
| 2008                        | Серена Вільямс                                   | Віра Звонарьова                                  | 6–4, 3–6, 6–3                                    |
| ↓ Premier event ↓           |                                                  |                                                  |                                                  |
| 2009                        | Сабіне Лісіцкі                                   | Каролін Возняцкі                                 | 6–2, 6–4                                         |
| 2010                        | Саманта Стосур                                   | Віра Звонарьова                                  | 6–0, 6–3                                         |
| 2011                        | Каролін Возняцкі                                 | Олена Весніна                                    | 6–2, 6–3                                         |
| 2012                        | Серена Вільямс                                   | Луціє Шафарова                                   | 6–0, 6–1                                         |
| 2013                        | Серена Вільямс                                   | Єлена Янкович                                    | 3–6, 6–0, 6–2                                    |
| 2014                        | Андреа Петкович                                  | Яна Чепелова                                     | 7–5, 6–2                                         |
| 2015                        | Анджелік Кербер                                  | Медісон Кіз                                      | 6–2, 4–6, 7–5                                    |
| 2016                        | Слоун Стівенс                                    | Олена Весніна                                    | 7–6(7–4), 6–2                                    |
| 2017                        | Дарія Касаткіна                                  | Олена Остапенко                                  | 6-3, 6–1                                         |
| 2018                        | Кікі Бертенс                                     | Юлія Ґерґес                                      | 6–2, 6–1                                         |
| 2019                        | Медісон Кіз                                      | Каролін Возняцкі                                 | 7–6(7–5), 6–3                                    |
| 2020                        | не проводився (Пандемія коронавірусної хвороби). | не проводився (Пандемія коронавірусної хвороби). | не проводився (Пандемія коронавірусної хвороби). |
| 2021                        | Вероніка Кудерметова                             | Данка Ковинич                                    | 6–4, 6–2                                         |
| 2022                        | Белінда Бенчич                                   | Унс Джабір                                       | 6–1, 5–7, 6–4                                    |
| 2023                        | Унс Джабір                                       | Белінда Бенчич                                   | 7–6(8–6), 6–4                                    |
| 2024                        | Даніель Коллінз                                  | Дарія Касаткіна                                  | 6–2, 6–1                                         |
| 2025                        | Джессіка Пегула                                  | Софія Кенін                                      | 6–3, 7–5                                         |

### Парний розряд
| Рік               | Чемпіонки                                         | Фіналістки                                        | Рахунок                                           |
| ----------------- | ------------------------------------------------- | ------------------------------------------------- | ------------------------------------------------- |
| 1973              | Франсуаз Дюрр Бетті Стеве                         | Розмарі Касалс Біллі Джин Кінг                    | 3–6, 6–4, 6–3                                     |
| 1974              | Розмарі Касалс Ольга Морозова                     | Гелен Гурлей Коулі Карен Кранцке                  | 6–2, 6–1                                          |
| 1975              | Івонн Гулагонг Коулі Вірджинія Вейд               | Розмарі Касалс Ольга Морозова                     | 4–6, 6–4, 6–2                                     |
| 1976              | Іліана Клосс Лінкі Бошофф                         | Каті Куйкендолл Валері Зігенфасс                  | 6–3, 6–2                                          |
| 1977              | Розмарі Касалс (2) Кріс Еверт                     | Франсуаз Дюрр Вірджинія Вейд                      | 1–6, 6–2, 6–3                                     |
| 1978              | Біллі Джин Кінг Мартіна Навратілова               | Мона Шаллау Грір Стівенс                          | 6–3, 7–5                                          |
| 1979              | Розмарі Касалс (3) Мартіна Навратілова (2)        | Франсуаз Дюрр Бетті Стеве                         | 6–4, 7–5                                          |
| 1980              | Кеті Джордан Енн Сміт                             | Кенді Рейнольдс Пола Сміт                         | 6–2, 6–1                                          |
| 1981              | Розмарі Касалс (4) Венді Тернбулл                 | Міма Яушовець Пем Шрайвер                         | 7–5, 7–5                                          |
| 1982              | Мартіна Навратілова (3) Пем Шрайвер               | Джоанн Расселл Віргінія Рузічі                    | 6–1, 6–2                                          |
| 1983              | Мартіна Навратілова (4) Кенді Рейнольдс           | Андрея Єгер Пола Сміт                             | 6–2, 6–3                                          |
| 1984              | Клаудія Коде-Кільш Гана Мандлікова                | Енн Гоббс Шерон Волш                              | 7–5, 6–2                                          |
| 1985              | Розалін Фербанк Пем Шрайвер (2)                   | Світлана Пархоменко Лариса Савченко               | 6–4, 6–1                                          |
| 1986              | Кріс Еверт (2) Енн Вайт                           | Штеффі Граф Катрін Танв'є                         | 6–3, 6–3                                          |
| 1987              | Мерседес Пас Ева Пфафф                            | Зіна Гаррісон Лорі Макнейл                        | 7–6(6), 7–5                                       |
| 1988              | Лорі Макнейл Мартіна Навратілова (5)              | Клаудія Коде-Кільш Габріела Сабатіні              | 6–2, 2–6, 6–3                                     |
| 1989              | Гана Мандлікова Мартіна Навратілова (6)           | Мері-Лу Деніелз Венді Вайт                        | 6–4, 6–1                                          |
| ↓ Tier I event ↓  |                                                   |                                                   |                                                   |
| 1990              | Мартіна Навратілова (7) Аранча Санчес Вікаріо     | Мерседес Пас Наташа Звєрєва                       | 6–2, 6–1                                          |
| 1991              | Клаудія Коде-Кільш (2) Наташа Звєрєва             | Мері-Лу Деніелз Ліз Грегорі                       | 6–4, 6–0                                          |
| 1992              | Аранча Санчес Вікаріо (2) Наташа Звєрєва (2)      | Лариса Савченко-Нейланд Яна Новотна               | 6–4, 6–2                                          |
| 1993              | Джиджі Фернандес Наташа Звєрєва (3)               | Катріна Адамс Манон Боллеграф                     | 6–3, 6–1                                          |
| 1994              | Лорі Макнейл (2) Аранча Санчес Вікаріо (3)        | Джиджі Фернандес Наташа Звєрєва                   | 6–4, 4–1, знялася                                 |
| 1995              | Ніколь Арендт Манон Боллеграф                     | Джиджі Фернандес Наташа Звєрєва                   | 0–6, 6–3, 6–4                                     |
| 1996              | Яна Новотна Аранча Санчес Вікаріо (4)             | Джиджі Фернандес Мері Джо Фернандес               | 6–2, 6–3                                          |
| 1997              | Мері Джо Фернандес Мартіна Хінгіс                 | Ліндсі Девенпорт Яна Новотна                      | 7–5, 4–6, 6–1                                     |
| 1998              | Кончіта Мартінес Патрісія Тарабіні                | Ліза Реймонд Ренне Стаббс                         | 3–6, 6–4, 6–4                                     |
| 1999              | Олена Лиховцева Яна Новотна (2)                   | Барбара Шетт Патті Шнідер                         | 6–1, 6–4                                          |
| 2000              | Вірхінія Руано Паскуаль Паола Суарес              | Кончіта Мартінес Патрісія Тарабіні                | 7–5, 6–3                                          |
| 2001              | Ліза Реймонд Ренне Стаббс                         | Вірхінія Руано Паскуаль Паола Суарес              | 5–7, 7–6(5), 6–3                                  |
| 2002              | Ліза Реймонд (2) Ренне Стаббс (2)                 | Александра Фусаї Каролін Віс                      | 6–4, 3–6, 7–6(4)                                  |
| 2003              | Вірхінія Руано Паскуаль (2) Паола Суарес (2)      | Жанетт Гусарова Кончіта Мартінес                  | 6–0, 6–3                                          |
| 2004              | Вірхінія Руано Паскуаль (3) Паола Суарес (3)      | Мартіна Навратілова Ліза Реймонд                  | 6–4, 6–1                                          |
| 2005              | Кончіта Мартінес (2) Вірхінія Руано Паскуаль (4)  | Івета Бенешова Квіта Грдлічкова-Пешке             | 6–1, 6–4                                          |
| 2006              | Ліза Реймонд (3) Саманта Стосур                   | Вірхінія Руано Паскуаль Меган Шонессі             | 3–6, 6–1, 6–1                                     |
| 2007              | Янь Цзи Чжен Цзє                                  | Пен Шуай Сунь Тяньтянь                            | 7–5, 6–0                                          |
| 2008              | Катарина Среботнік Аї Сугіяма                     | Едіна Галловіц Ольга Говорцова                    | 6–2, 6–2                                          |
| ↓ Premier event ↓ |                                                   |                                                   |                                                   |
| 2009              | Бетані Маттек-Сендс Надія Петрова                 | Ліга Декмейєре Патті Шнідер                       | 6–7(5), 6–2, [11–9]                               |
| 2010              | Лізель Губер Надія Петрова (2)                    | Ваня Кінґ Міхаелла Крайчек                        | 6–3, 6–4                                          |
| 2011              | Саня Мірза Олена Весніна                          | Бетані Маттек-Сендс Меган Шонессі                 | 6–4, 6–4                                          |
| 2012              | Анастасія Павлюченкова Луціє Шафарова             | Анабель Медіна Ґарріґес Ярослава Шведова          | 5–7, 6–4, [10–6]                                  |
| 2013              | Крістіна Младенович Луціє Шафарова (2)            | Андреа Главачкова Лізель Губер                    | 6–3, 7–6(8–6)                                     |
| 2014              | Анабель Медіна Ґарріґес Ярослава Шведова          | Чжань Хаоцін Чжань Юнжань                         | 7–6(7–4), 6–2                                     |
| 2015              | Мартіна Хінгіс (2) Саня Мірза (2)                 | Кейсі Деллаква Дарія Юрак                         | 6–0, 6–4                                          |
| 2016              | Каролін Гарсія Крістіна Младенович (2)            | Бетані Маттек-Сендс Луціє Шафарова                | 6–2, 7–5                                          |
| 2017              | Бетані Маттек-Сендс (2) Луціє Шафарова (3)        | Луціє Градецька Катержина Сінякова                | 6–1, 4–6, [10–7]                                  |
| 2018              | Алла Кудрявцева Катарина Среботнік (2)            | Андрея Клепач Марія Хосе Мартінес Санчес          | 6–3, 6–3                                          |
| 2019              | Анна-Лена Гренефельд Аліція Росольська            | Ірина Хромачова Вероніка Кудерметова              | 7–6(9–7), 6–2                                     |
| 2020              | Не проводився -- Пандемія коронавірусної хвороби. | Не проводився -- Пандемія коронавірусної хвороби. | Не проводився -- Пандемія коронавірусної хвороби. |
| 2021              | Ніколь Меліхар Демі Схюрс                         | Маріє Боузкова Луціє Градецька                    | 6–2, 6–4                                          |
| 2022              | Андрея Клепач Магда Лінетт                        | Луціє Градецька Саня Мірза                        | 6–2, 4–6, [10–7]                                  |
| 2023              | Деніел Коллінз Дезіре Кравчик                     | Джуліана Ольмос Ена Сібахара                      | 0–6, 6–4, [14–12]                                 |
| 2024              | Ешлін Крюгер Слоун Стівенс                        | Людмила Кіченок Надія Кіченок                     | 1–6, 6–3, [10–7]                                  |
| 2025              | Олена Остапенко Ерін Рутліфф                      | Керолайн Долегайд Дезіре Кравчик                  | 6–4, 6–2                                          |